# Terrabona
Terrabona är en kommun (municipio) i Nicaragua med 13 931 invånare (2012). Den ligger i den centrala delen av landet, i departementet Matagalpa. Terrabona är en bergig jordbruksbygd där det odlas mycket grönsaker.

## Geografi
Terrabona gränsar till kommunerna Sébaco och Matagalpa i norr, San Dionisio och Esquipulas i öster, San José de los Remates i söder samt Ciudad Darío i söder och väster. Kommunens södra gräns mot San José de los Remates och Ciudad Darío utgörs av floden Río Grande de Matagalpa.

## Historia
Kommunen Terrabona grundades som en pueblo någon gång mellan 1820 och 1838.

## Religion
Kommunen firar sin festdag den 19 mars till minne av Josef från Nasaret, men firandet börjar redan den första mars. De olika dagarna har olika specifika aktiviteter. Den 1 mars genomförs en nattvardsgudstjänst följd av en pilgrimsvandring. Den 10 mars bärs en staty av Josef runt till alla husen där det delas ut mat (la demanda de San José). Den 16 mars går en parad av kor och grisar på gatorna (el paseo de las vacas), den 17 mars bakas tortillas på gammalt indianskt vis utanför husen (malningen, las moliendas), och den 18 mars är det en procession till Malopalo (el palo), där Josef en gång uppenbarat sig. Firandet avslutas den 19 mars med ytterligare en nattvardsgudstjänst.